# Пуран Мал
Пуран Мал (Пуранмал) (*д/н —19 січня 1534) — раджа Амбера у 1527—1534 роках.

## Жттєпис
Походив з династії Качваха. Син Прітхві Сінґха I і Апурвадеві (доньки Лункарани Ратхор, рао Біканеру). Про молоді роки відомостей обмаль. Після раптової смерті батька у листопаді 1527 року зайняв трон. Але його права були оскаржені братами. Зумів зберегти владу за допомогою 1530 року могольського падишаха Хумаюна, зверхність якого Пуран Мал визнав.
В подальшому уклав політичний союз з новим марварським раджею Малдевою Ратхор, разом з яким воював протиа фганських феодалів. 1532 року допомагав меварському магарані Вікрамадітьї Сінґху у війні проти гуджаратського султана Бахадур-шаха.
Загинув 1534 року в битві, але з ким саме версії розходяться: за однією проти гуджаратського командувача Татар-хана в битві біля Мандраїла під орудою могольських командувачів Гіндал Мірзи та Аскарі. За іншою версією під час спроби чинити спротив Гіндал Мірзі в битві біля Анасері. Ще одна версія стверджує, що Пуран Мал був скинутий братом Бгімом Сінґхом, який потім захопив трон. Його син Суджа став засновником підклану Пуранмалот.